# 威博縣 (蒙大拿州)
威博縣（英語：Wibaux County）是美國蒙大拿州東部的一個縣，東鄰北達科他州。面積2,305平方公里。根據美國2000年人口普查，共有人口1,068人。治所威博 (Wibaux)。
成立於1914年。縣名紀念一為名為Pierre Wibaux的殖民先鋒和牧牛人。